# تارية العليا (أسيفان)
تارية العليا هو دُوَّار يقع بجماعة بني سلمان، إقليم شفشاون، جهة طنجة تطوان الحسيمة في المملكة المغربية. ينتمي الدوّار لمشيخة أسيفان التي تضم 8 دواوير. يقدر عدد سكانه بـ 709 نسمة حسب الإحصاء الرسمي للسكان والسكنى لسنة 2004.

## روابط خارجية
- البوابة الوطنية للجماعات الترابية نسخة محفوظة 12 مارس 2018 على موقع واي باك مشين.
- المندوبية السامية للتخطيط